# Élections constituantes de 1945 dans la Nièvre
Les élections constituantes françaises de 1945 se déroulent le 21 octobre.

## Mode de scrutin
Les députés sont élus selon le système de représentation proportionnelle suivant la règle de la plus forte moyenne dans le département, sans panachage ni vote préférentiel. Il y a 586 sièges à pourvoir.
Dans le département du Nièvre, quatre députés sont à élire.

## Élus
Les quatre députés élus sont : 
| Identité          | Parti | Parti |
| ----------------- | ----- | ----- |
| Louis Bernard     |       | PCF   |
| Germaine François |       | PCF   |
| André Béranger    |       | MRP   |
| Léon Dagain       |       | SFIO  |

## Résultats

### Résultats à l'échelle du département
| Parti          | Parti                                  | Tête de liste  | Résultats | Résultats | Sièges | Sièges |
| Parti          | Parti                                  | Tête de liste  | Voix      | %         |        |        |
| -------------- | -------------------------------------- | -------------- | --------- | --------- | ------ | ------ |
|                | PCF                                    | Louis Bernard  | 41 086    | 32,92     | 2      |        |
|                | MRP                                    | André Béranger | 32 124    | 25,74     | 1      |        |
|                | SFIO                                   | Léon Dagain    | 30 479    | 24,42     | 1      |        |
|                | Rassemblement républicain              | Pierre Burgeat | 14 118    | 11,31     | -      |        |
|                | Union républicaine national socialiste | Georges Pacton | 7 014     | 5,62      | -      |        |
|                |                                        |                |           |           |        |        |
| Inscrits       | Inscrits                               | Inscrits       | 163 615   | 100       | 4      |        |
| Votants        | Votants                                | Votants        | 127 406   | 77,87     |        |        |
| Blancs et nuls | Blancs et nuls                         | Blancs et nuls | 2 585     | 2,03      |        |        |
| Exprimés       | Exprimés                               | Exprimés       | 124 821   | 97,97     |        |        |